# HAM-60

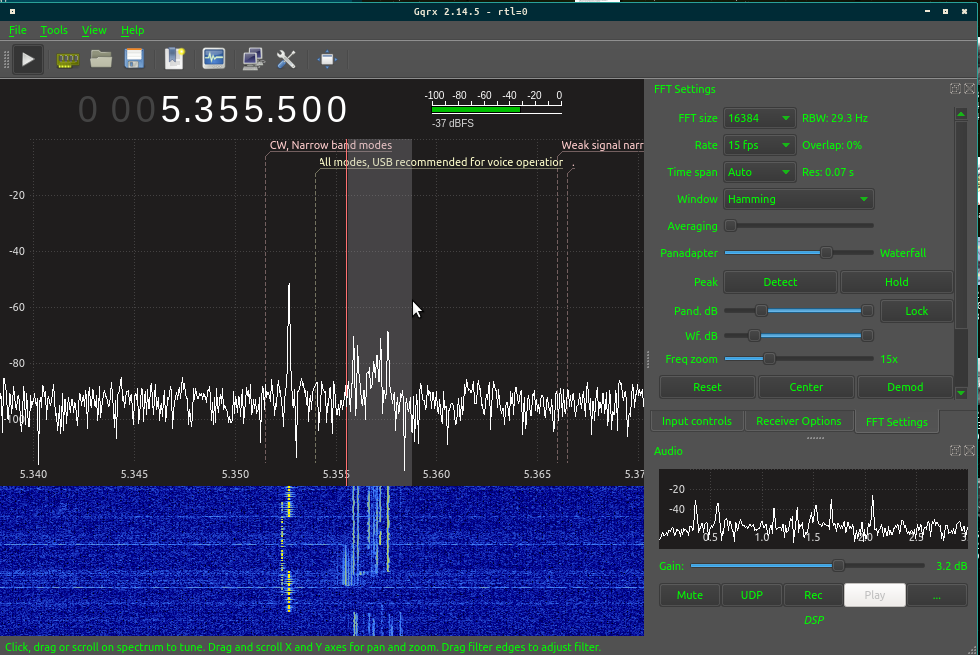
GQRX 60m

A 60 m-es amatőrsáv a rövidhullámú rádiófrekvenciás tartományban lévő, rádióamatőrök számára kijelölt sáv. A kijelölt frekvenciatartomány: 5351.5 - 5366.5 kHz.

## Terjedési sajátosságai[1]
A 60m-es amatőrsáv a rövidhullámú rádiófrekvenciás tartományban van, ezért a rövidhullámokra jellemző terjedési tulajdonságai vannak:
- nappal NVIS
- napnyugta után térhullámok és NVIS útján is terjed
- a késő éjszakai órákban akár több ezer km-es DX összeköttetések is létesíthetőek, különösen a téli időszakban

## A 60 m-es amatőrsávra vonatkozó nemzetközisávterv[2]
| ITU 1                                                                                    | ITU 2 | ITU 3 |
| ---------------------------------------------------------------------------------------- | ----- | ----- |
| 5351.5 - 5366.5 kHz. 1. ÁLLANDÓHELYŰ 2. MOZGÓ, a légi mozgó kivételével 3. Amatőr 5.133B |       |       |

- 5.133B - Az 5351,5-5366,5 kHz frekvenciasávot használó amatőrszolgálat állomásai által kisugárzott teljesítmény nem haladhatja meg a 15 W (EIRP) értéket. Mindazonáltal a 2. Körzetben Mexikóban az 5351,5-5366,5 kHz frekvenciasávot használó amatőrszolgálat állomásai által kisugárzott teljesítmény nem haladhatja meg a 20 W (EIRP) értéket. A 2. Körzet következő országaiban az 5351,5-5366,5 kHz frekvenciasávot használó amatőrszolgálat állomásai által kisugárzott teljesítmény nem haladhatja meg a 25 W (EIRP) értéket: Antigua és Barbuda, Argentína, Bahama-szigetek, Barbados, Belize, Bolívia, Brazília, Chile, Kolumbia, Costa Rica, Kuba, Dominikai Köztársaság, Dominika, Salvador, Ecuador, Grenada, Guatemala, Guyana, Haiti, Honduras, Jamaica, Nicaragua, Panama, Paraguay, Peru, Saint Lucia, Saint Kitts és Nevis, Saint Vincent és Grenadine-szigetek, Suriname, Trinidad és Tobago, Uruguay, Venezuela, valamint a Holland Királyság 2. Körzetben lévő tengerentúli országai és területei. (WRC‑19)

## A sávblokk Magyarországon érvényessávterve[3]
| 5250–5450 kHz                   | 5250–5450 kHz | 5250–5450 kHz | 5250–5450 kHz                 | 5250–5450 kHz             | 5250–5450 kHz                                                                   | 5250–5450 kHz | 5250–5450 kHz                                 |
| A                               | B             | C             | D                             | E                         | F                                                                               | G | H                                             |
| ------------------------------- | ------------- | ------------- | ----------------------------- | ------------------------- | ------------------------------------------------------------------------------- | --- | --------------------------------------------- |
| ÁLLANDÓHELYŰ                    | NJE           | E             | 1                             | K                         | Pont-pont, pont-többpont rendszerek az 5250–5318 kHz és az 5321–5450 kHz sávban | RR 24.1, 24.2 Bekezdés | Polgári használatkor: 3. melléklet 2.1. pont  |
| ÁLLANDÓHELYŰ                    | NJE           | E             | 1                             | K                         | Katonai állandóhelyű rendszerek az 5250–5318 kHz és az 5321–5450 kHz sávban     | RR 24.1, 24.2 Bekezdés |                                               |
| MOZGÓ, a légi mozgó kivételével | NJE           | N             | 1                             | K                         | Katonai mozgó rendszerek az 5250–5318 kHz és az 5321–5450 kHz sávban            | | 3. melléklet 4.1. pont 3. melléklet 4.2. pont |
| MOZGÓ, a légi mozgó kivételével | NJE           | N             | 1                             | K                         | NVIS alkalmazások az 5318–5321 kHz sávban                                       | Rádióspektrum-használati jog veszélyhelyzet, katasztrófa és az azokra való felkészülés idejére szerezhető. Teljesítmény: max. 100 W ERP |                                               |
| Amatőr (5351,5–5366,5 kHz)      | 5.133B        | P             | 2                             | K                         | Amatőrrádiózás                                                                  | ECC/REC/(02)01 MSZ EN 301 783 | 3. melléklet 7. pont                          |
|                                 |               | PN            |                               |                           | SRD                                                                             | | 3. melléklet 9.1. pont                        |
| 3                               | K             | PN            | Vasúti alkalmazások           | 3. melléklet 9.5.1. pont  |                                                                                 | |                                               |
| 3                               | K             | PN            | Rádiómeghatározó alkalmazások | 3. melléklet 9.7.1. pont  |                                                                                 | |                                               |
| 3                               | K             | PN            | Induktív alkalmazások         | 3. melléklet 9.10.1. pont |                                                                                 | |                                               |

- Az A oszlop meghatározza az adott sávhoz rendelt egyes rádiószolgálatokat
- A B oszlop meghatározza a vonatkozó lábjegyzetet, a harmonizált katonai sávra
- A C oszlop meghatározza a polgári, a nem polgári vagy az együttes célú használatra történő felosztást. A polgári célú felosztást P, a nem polgári célút N és az együttes célút E jelöli.
- A D oszlop meghatározza az alkalmazás jellegét. Az elsődleges jelleget 1-es, a másodlagos jelleget 2-es, a harmadlagos jelleget 3-as szám jelöli.
- Az E oszlop meghatározza az alkalmazás használatbavételi lehetőségét. A kijelölt kategóriát K, a tervezett kategóriát T jelöli.
- Az F oszlop meghatározza az alkalmazás megnevezését.
- A G oszlop tartalmazza a vonatkozó nemzetközi és hazai dokumentumokra hivatkozásokat
- A H oszlop tartalmazza a frekvenciasávok használata során alkalmazandó további rádióspektrum-gazdálkodási követelményeket és jellemzőket, valamint sávhasználati feltételeket.

## Felosztása[4]
| Frekvenciatartomány (Hz) | Frekvenciatartomány (Hz) | Használható adóteljesítmény (W) | Használható adóteljesítmény (W) | Használható adóteljesítmény (W) | Használható sávszélesség (Hz) | Üzemmód, felhasználás                           | Engedélyezett adásmód | Engedélyezett adásmód | Engedélyezett adásmód |
| kezdete                  | vége                     | Kezdő                           | CEPT                            | HAREC                           | Használható sávszélesség (Hz) | Üzemmód, felhasználás                           | Kezdő | CEPT                  | HAREC |
| ------------------------ | ------------------------ | ------------------------------- | ------------------------------- | ------------------------------- | ----------------------------- | ----------------------------------------------- | --- | --------------------- | --- |
| 5351500                  | 5354000                  | 0                               | 0                               | 15 (EIRP)                       | 200                           | - CW - Keskenysávú digitális módok              | |                       | A1A, A1B, A1C, A1D, A2A, A2B, A2C, A2D, A3C, F1A, F1B, F1C, F1D, F2A, F2B, F2C, F2D, F3C, F3E, F3F, J2A, J2B, J2C, J2D, J2E, J3C, J3E, R3E |
| 5354000                  | 5357000                  | 0                               | 0                               | 15 (EIRP)                       | 2700                          | USB hangcsatornák - 5354000 FeldHell            | A1A, A1B, A1C, A1D, A2A, A2B, A2C, A2D, A3C, A3E, F1A, F1B, F1C, F1D, F2A*, F2B, F2C, F2D, F3C, F3E, F3F, J2A, J2B, J2C, J2D, J2E, J3C, J3E, J3F, R3E |                       | |
| 5357000                  | 5360000                  | 0                               | 0                               | 15 (EIRP)                       | 200                           | - 5357000 FT8 - 5357500 T10 - 5357000 JT9, JT65 | A1A, A1B, A1C, A1D, A2A, A2B, A2C, A2D, A3C, A3E, F1A, F1B, F1C, F1D, F2A*, F2B, F2C, F2D, F3C, F3E, F3F, J2A, J2B, J2C, J2D, J2E, J3C, J3E, J3F, R3E |                       | |
| 5360000                  | 5366000                  | 0                               | 0                               | 15 (EIRP)                       | 2700                          | USB hangcsatornák                               | A1A, A1B, A1C, A1D, A2A, A2B, A2C, A2D, A3C, A3E, F1A, F1B, F1C, F1D, F2A*, F2B, F2C, F2D, F3C, F3E, F3F, J2A, J2B, J2C, J2D, J2E, J3C, J3E, J3F, R3E |                       | |
| 5366000                  | 5366500                  | 0                               | 0                               | 15 (EIRP)                       | 20                            | Keskenysávú digitális módok                     | A1A, A1B, A1C, A1D, A2A, A2B, A2C, A2D, A3C, F1A, F1B, F1C, F1D, F2A, F2B, F2C, F2D, F3C, F3E, F3F, J2A, J2B, J2C, J2D, J2E, J3C, J3E, R3E            |                       | |

## Gyakorlati felhasználása
A  kijelölt tartomány sávszélessége kicsi, csak néhány hangcsatorna fér el benne, így a hangátvitel nem jellemző ezen a sávon. A sáv elejét morzejelek (CW), és keskenysávú digitális jelek használatára osztották ki. A sáv közepét szintén digitális üzemmódú felhasználásra osztották ki.
A nappali órákban az NVIS a jellemző, a napnyugta utáni időszakban pedig a térhullámú terjedés.
A sávra leginkább a stabil NVIS a jellemző. A rövidhullámnak ez a tartománya kifejezetten stabil terjedési tulajdonságokkal bír, ez az oka, hogy ilyen keskeny sávot osztottak ki amatőr célú felhasználásra, ugyanis a rövidhullám ezen tartományát leginkább katonai célú, valamint hajók közötti kommunikációra használják. Az amatőr célra kijelölt sávon a teljesítménykorlátozásnak is ez az oka.
Az NVIS a késő éjszakai órákban is fennmarad, viszont ilyenkor már az ionoszféra "kinyílik", és nagyobb távolságok is áthidalhatóak lesznek. Ilyenkor akár nagy távolságú, DX összeköttetések is lehetővé válnak.
A sáv jó terjedési tulajdonságának köszönhetően kis teljesítménnyel is nagy távolságok hidalhatóak át.
A sáv használata csak HAREC szintű rádióamatőrök számára van engedélyezve. A legtöbb országban katonai jellegű kommunikációra van kiosztva. Az alábbi képen a sárgával jelölt zónában használható rádióamatőr kommunikációra: